# بکاپایکا
بکاپایکا (به لاتین: Bekapaika) یک منطقهٔ مسکونی در ماداگاسکار است که در تساراتانانا (بخش) واقع شده‌است.
 بکاپایکا  ۱۲٬۰۰۰ نفر جمعیت دارد و ۳۳۶ متر بالاتر از سطح دریا واقع شده‌است.